# 姪子樞機

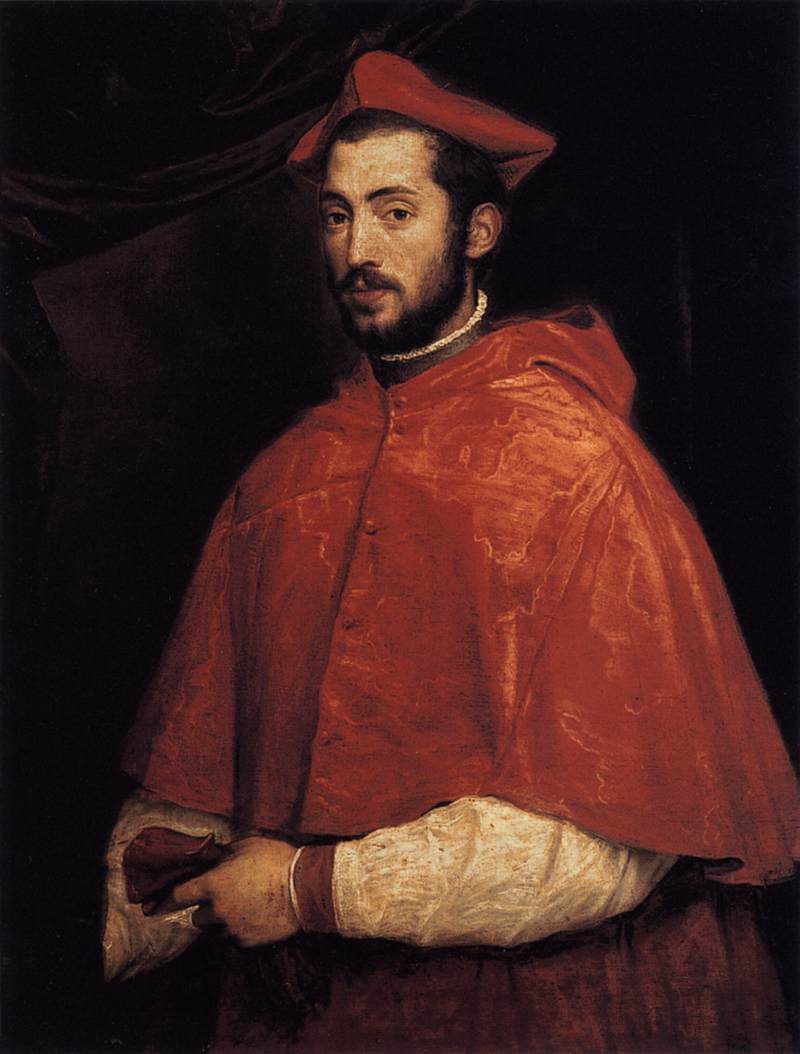
亞歷山大·法爾內塞，教宗保祿三世的姪子樞機

姪子樞機是中世紀的一種樞機任命慣例，指以教宗的姪子或外甥及類似親戚關係而被任命為樞機者。由於教宗的神職人員身分不允許有後裔，因此姪子樞機可說是教宗所能找到的血源最相近的晚輩，也可說是他的親信。因此在一段時期中許多重要職務都會由姪子樞機擔當。事實上英文中的nepotism（裙帶關係）就是從這種任人唯親的行為中引申而來的。
姪子樞機在17世紀時於聖座歷史占有極大的影響力，聖座國土總監一職於1566年至1692年期間都是由姪子樞機職掌，以至於這兩個專有名詞被視為同義詞。爾後隨著教會的改革及聖座的世俗權力降低，姪子樞機也逐漸失權。最後教宗諾森十二世於1692年發布了宗座詔書《相稱於羅馬教宗》，宣布由聖座國務樞機卿取代姪子樞機一職才禁止了這種做法，但是後繼教宗仍然有任命姪子樞機，只是數量明顯減少。